# Moment 4 Life
Moment 4 Life van Nicki Minaj is een duet met Drake afkomstig van het debuutalbum Pink Friday uit 2010. De single is in Nederland pas begin 2013 uitgekomen, vermoedelijk doordat de titelsong uit een reclamespot van een frisdrankfabriek komt.

## Hitnoteringen

### NederlandseSingle Top 100
| Positie: | 76 | 51 | 77 | 98 |